# Sperrstelle Saint-George

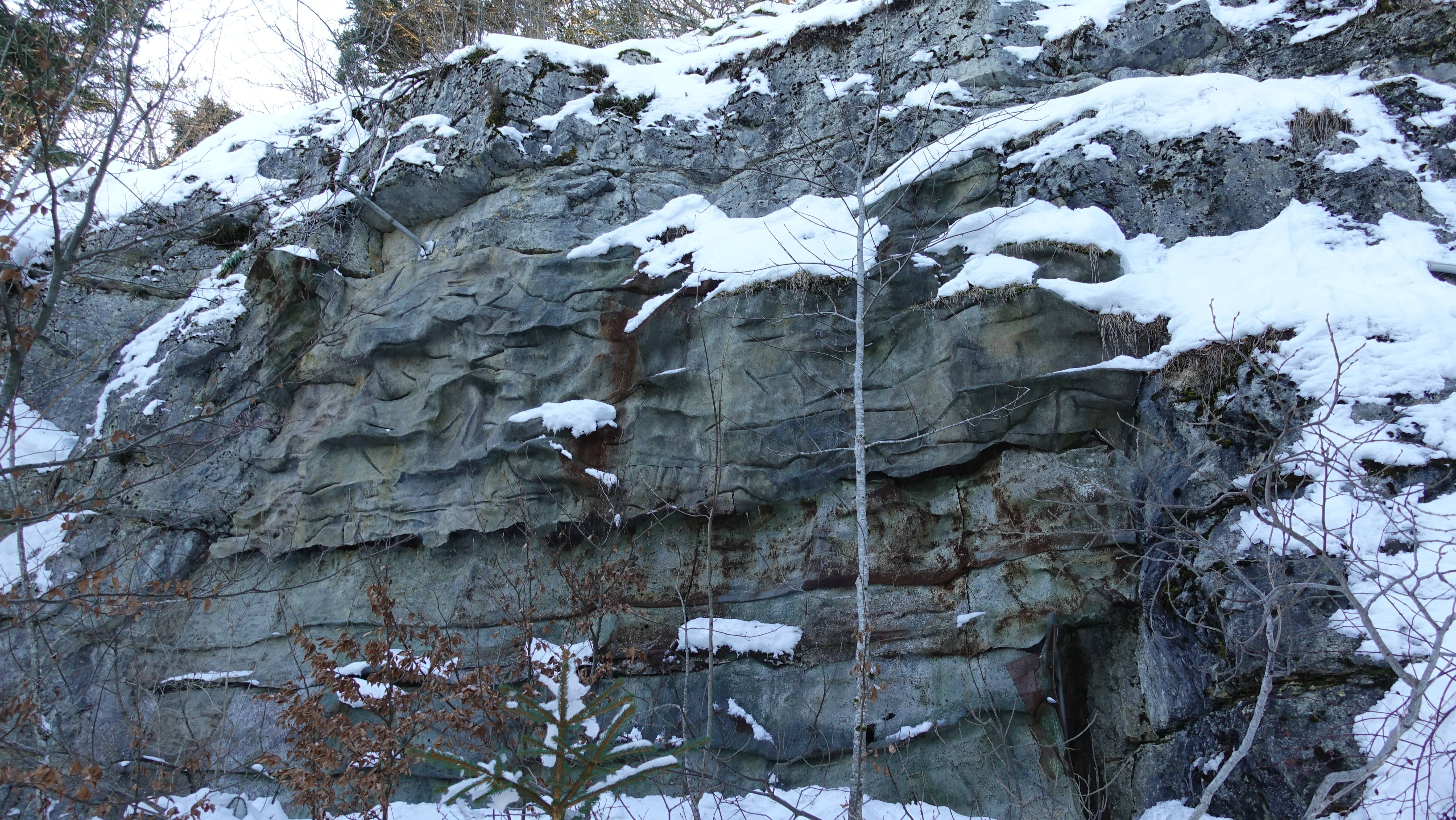
Infanteriewerk «St. George West» A 641

Die Sperrstelle Saint-George war eine Verteidigungsstellung der Schweizer Armee. Sie befindet sich auf dem Gemeindegebiet von Saint-George im  Waadtländer Jura auf 1088 m. Sie wurde während des Zweiten Weltkriegs gebaut und gilt als militärisches Denkmal von regionaler Bedeutung.

## Sperrstelle Saint-George
Die Sperrstelle Saint-George liegt an der Passstrasse (Route du Marchairuz) zum Col du Marchairuz bei der Juraweide La Saint-George rund zwei Kilometer nördlich von Saint-George.
Sie bestand aus einer Panzerbarrikade und fünf Infanteriebunkern zu ihrem Schutz und gehörte zum Einsatzgebiet der Grenzbrigade 1 des 1. Armeekorps.

## Infanteriewerk Saint-George

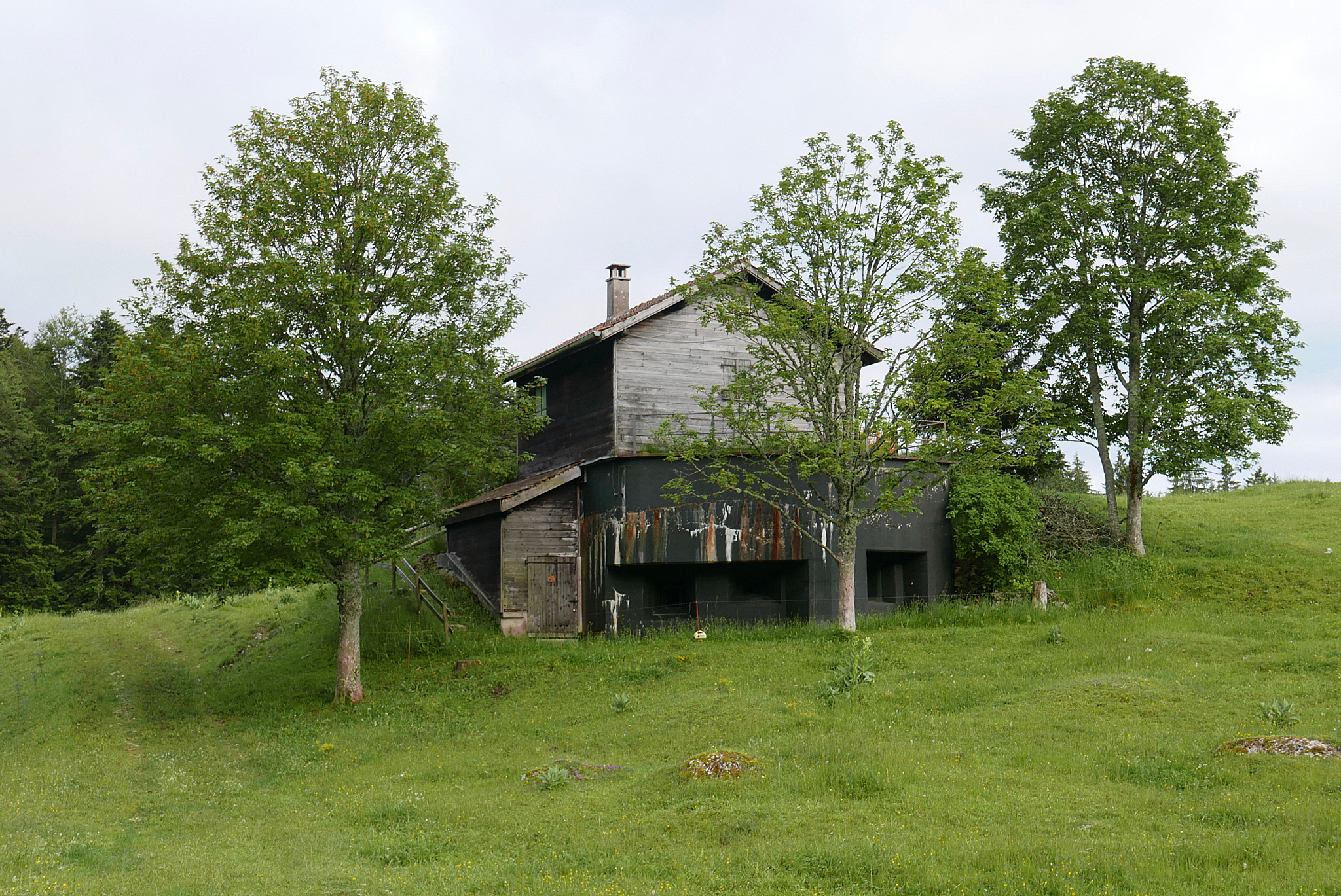
Infanteriebunker A 642

Das Hauptwerk (Armeebezeichnung «St. George West» A 641) befindet sich bei einer kleinen Felswand im Wald ⊙: Drei Bunker sind auf der Krete und hatten von dort die Sperrstelle zu decken. Ein vierter Bunker befindet sich am Fuss der Felswand und ist mit Zement beschichtetem Maschendraht getarnt.
Das Gegenwerk ist ein Infanteriebunker («St. George Ost» A 642), der sich in der Mitte der Juraweide La Saint-George unweit der Passstrasse befindet, und als ländliches Alpgebäude getarnt ist ⊙.